# Ziaire Williams
Ziaire Williams Jr. (Lancaster, California, 12 de septiembre de 2001) es un jugador de baloncesto estadounidense que pertenece a la plantilla de los Brooklyn Nets de la NBA. Con 2,06 metros de estatura, juega en la posición de alero.

## Trayectoria deportiva

### Instituto
Sus tres primeros años de instituto los pasó en el  Notre Dame High School de Sherman Oaks, Los Ángeles, mientras que para su última temporada fue transferido al Sierra Canyon School en Chatsworth, donde coincidió con Bronny James and Zaire Wade, los hijos de LeBron James y Dwyane Wade. En ese su último año, promedió 15 puntos, 7,9 rebotes y 3,6 asistencias por partido, lo que ayudó a Sierra Canyon a ganar el título de la División Abierta CIF-SS. Fue elegido por Los Angeles Times jugador del año. Williams fue seleccionado para disputar el McDonald's All-American Game, el Jordan Brand Classic y el Nike Hoop Summit, pero los tres partidos se vieron cancelados debido a la pandemia COVID-19.

### Universidad
Jugó una temporada con los Cardinal de la Universidad Stanford, en la que promedió 10,7 puntos, 4,6 rebotes y 2,2 asistencias por partido. El 7 de enero de 2021 registró 12 puntos, 12 rebotes y 10 asistencias, el primer triple-doble de un jugador de Stanford desde 2007. El 31 de marzo de 2021, Williams se declaró elegible para el draft de la NBA, renunciando a su elegibilidad universitaria restante.

#### Estadísticas
| Año     | Equipo   | PJ | PT | MPP  | %TC  | %3P  | %TL  | RPP | APP | ROB | TPP | PPP  |
| ------- | -------- | -- | -- | ---- | ---- | ---- | ---- | --- | --- | --- | --- | ---- |
| 2020–21 | Stanford | 20 | 14 | 27.9 | .374 | .291 | .796 | 4.6 | 2.2 | .9  | .6  | 10.7 |

### Profesional
Fue elegido en la décima posición del Draft de la NBA de 2021 por los New Orleans Pelicans, pero fue posteriormente traspasado a los Memphis Grizzlies.
El 19 de julio de 2024 fue traspasado a los Brooklyn Nets junto con una selección de segunda ronda a cambio de Mamadi Diakite y los derechos de draft de Nemanja Dangubić.

## Estadísticas de su carrera en la NBA

### Temporada regular
| Año     | Equipo   | PJ  | PT | MPP  | %TC  | %3P  | %TL  | RPP | APP | ROB | TPP | PPP  |
| ------- | -------- | --- | -- | ---- | ---- | ---- | ---- | --- | --- | --- | --- | ---- |
| 2021-22 | Memphis  | 62  | 31 | 21.7 | .450 | .314 | .782 | 2.1 | 1.0 | .6  | .2  | 8.1  |
| 2022-23 | Memphis  | 37  | 4  | 15.2 | .429 | .258 | .773 | 2.1 | .9  | .4  | .2  | 5.7  |
| 2023-24 | Memphis  | 51  | 15 | 20.3 | .397 | .307 | .827 | 3.5 | 1.5 | .7  | .2  | 8.2  |
| 2024-25 | Brooklyn | 63  | 45 | 24.5 | .412 | .341 | .821 | 4.6 | 1.3 | 1.0 | .4  | 10.0 |
| Total   | Total    | 213 | 95 | 21.1 | .421 | .316 | .811 | 3.2 | 1.2 | .7  | .3  | 8.3  |

### Playoffs
| Año   | Equipo  | PJ | PT | MPP  | %TC  | %3P  | %TL  | RPP | APP | ROB | TPP | PPP |
| ----- | ------- | -- | -- | ---- | ---- | ---- | ---- | --- | --- | --- | --- | --- |
| 2022  | Memphis | 10 | 1  | 16.8 | .442 | .306 | .923 | 1.6 | .5  | .5  | .0  | 6.9 |
| 2023  | Memphis | 4  | 0  | 3.0  | .286 | .333 | –    | .5  | .5  | .0  | .0  | 1.3 |
| Total | Total   | 14 | 1  | 12.8 | .424 | .308 | .923 | 1.3 | .5  | .4  | .0  | 5.3 |